# Plavecký bazén pod Barrandovem
Plavecký bazén Pod Barrandovem je opuštěný plavecký bazén pod Barrandovem v Hlubočepích v Praze, který vznikal v letech 1929 – 1931 v místech bývalého vápencového lomu firmy Barta a Tichý. Jednalo se o první závodní bazén v Československu. Architektem areálu byl Václav Kolátor. 

## Historie
Pozemek lomu vlastnil Václav M. Havel, který pozemek nabídl společnosti Českého plaveckého klubu (ČPK) a do přesných plánů výstavby plaveckého stadionu zasvětil funkcionáře plavecké asociace inženýra Ladislava Hauptmanna (dříve psán s jedním n). Ing. Ladislav Hauptmann spolu s dalšími členy Českého plaveckého klubu, jeho předsedou O. Petříkem a architekty Jaroslavem Kalvachem a Václavem Kolátorem (jedním z největších odborníků na stavby koupališť a plaveckých stadiónů) ustavili komisi, která realizaci stavby finančně promyslela a následně schválila její realizaci. 
Bazén byl otevřen dne 16. srpna 1930. Byl součástí vyhlášených Barrandovských teras, se kterými byl spojen schody vinoucími se po skále. S horní restaurací byl spojen jídelním výtahem, kterým se dopravovalo jídlo a pití pro hosty u bazénu. Bazén o rozměrech 50 × 18 metrů, s hloubkou od jednoho do čtyř a půl metru, doplňovala ikonická skokanská věž s výškou 10 metrů od architekta Vladimíra Grégra. Kromě hlavního bazénu se závodními dráhami a skokanským můstkem se zde nacházelo i brouzdaliště, tenisové kurty, loděnice s jachtami a kanoemi, písečná pláž s plovárnou, klubovna na pontonech, basketbalové a volejbalové hřiště. Tribuny nabízely při závodech místa až pro 4000 fandících diváků. Veřejnosti byl bazén vyhrazen pouze dopoledne, odpoledne patřil plavcům. K propagaci bazénu již 31. července herec Vlasta Burian vyzval Alfreda Nikodéma k závodu na 100 m. 
Z hlediska architektury byl Barrandov obdivovaný odborníky a všeobecně populární. Plavecký stadion byl publikovaný v revue Stavba pro „vědeckou“ funkcionalistickou architekturu i v dalších odborných časopisech. Několikrát se představil třeba v populárním obrazovém Pestrém týdnu. Nicméně efektní architektura měla i své nepraktické stránky. Nevýhodou bazénu bylo, že ležel na západním břehu vltavského údolí těsně pod skalami, kam slunce mohlo jen dopoledne. Po poledni se celý areál ponořil do hlubokého stínu a od skal zavanul silný chlad. Voda byla studená i proto, že bazén byl plněn vodou z vlastní studny, která se nijak neohřívala. 
Státní podpora na stavbu plaveckého stadionu byla kvůli hospodářské krizi snížena ze 600 tisíc korun na maximálně možných 40 tisíc korun. Rozpočet na stavbu celého plaveckého areálu byl navíc překročen o více než 250 tisíc korun. Následkem toho se prvních letech areál potýkal se značnými finančními problémy a vzrůstaly dluhy, které výnos z provozu bazénu zásadně nepokryl. V roce 1934 navíc vyhořela dřevěná budova, a bylo nutné ji opravit. Dluhy tím ještě vzrostly, a pro Český plavecký klub se tak barrandovský plavecký stadion stal značnou přítěží.
Kvůli těmto důvodům byl bazén uzavřen již od roku 1955 ještě před zavřením restaurace a kvůli nevhodnosti svého umístění je prakticky neobnovitelný. Existuje i fáma, že byl bazén uzavřen kvůli poničení způsobenému padajícími kameny, ale jde o falešnou historku vypuštěnou komunisty.
V roce 1988 byl areál Barrandovských teras včetně bazénu se skokanskou věží prohlášen za kulturní památku. V roce 1993 zde zastupitelstvo hlavního města Prahy vyhlásilo památkovou zónu. To jeho chátrání ale nijak nezastavilo. Po revoluci byl areál společně s bazénem v restitucích navrácen rodině Havlových, které byl znárodněn v roce 1948. Majiteli se stali Václav a Ivan Havlovi. Ivan Havel věnoval svůj podíl své manželce Dagmar Havlové, která v roce 2001 odprodala svůj podíl své švagrové Dagmar Havlové, manželce bývalého prezidenta Václava Havla. Ta v roce 2003 prodala majoritní podíl libereckému podnikateli, kterým je Michalis Dzikos. Bazén zůstal v majetku Dagmar Havlové, která své švagrové prodej teras zazlívá. Podle ní měly zůstat terasy v rodině. Na otázku, co má s bazénem v plánu odpověděla: „Něco v hlavě mám, ale počkám, co postaví nahoře.“

## Galerie

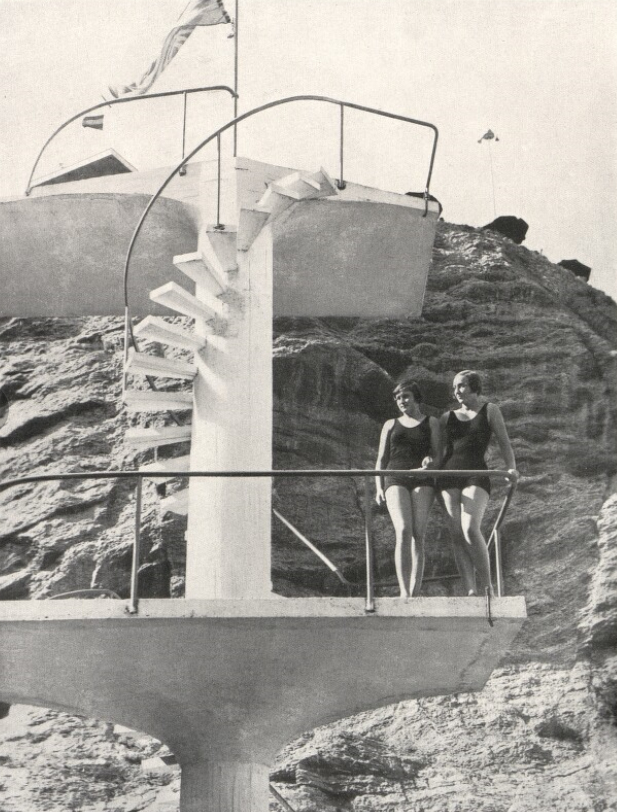
Barrandovský plavecký bazén, skokanský můstek (1932)
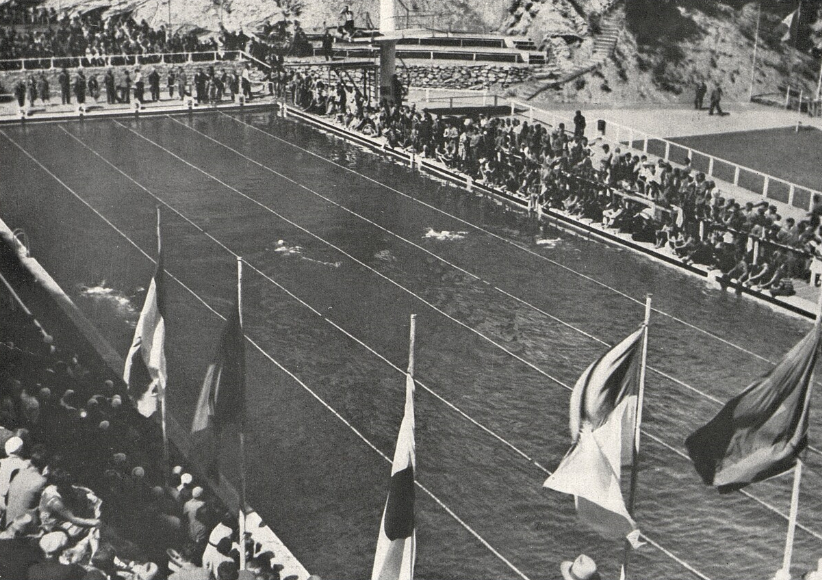
Barrandovský plavecký bazén (3. středoškolské hry, 15.6.1932)
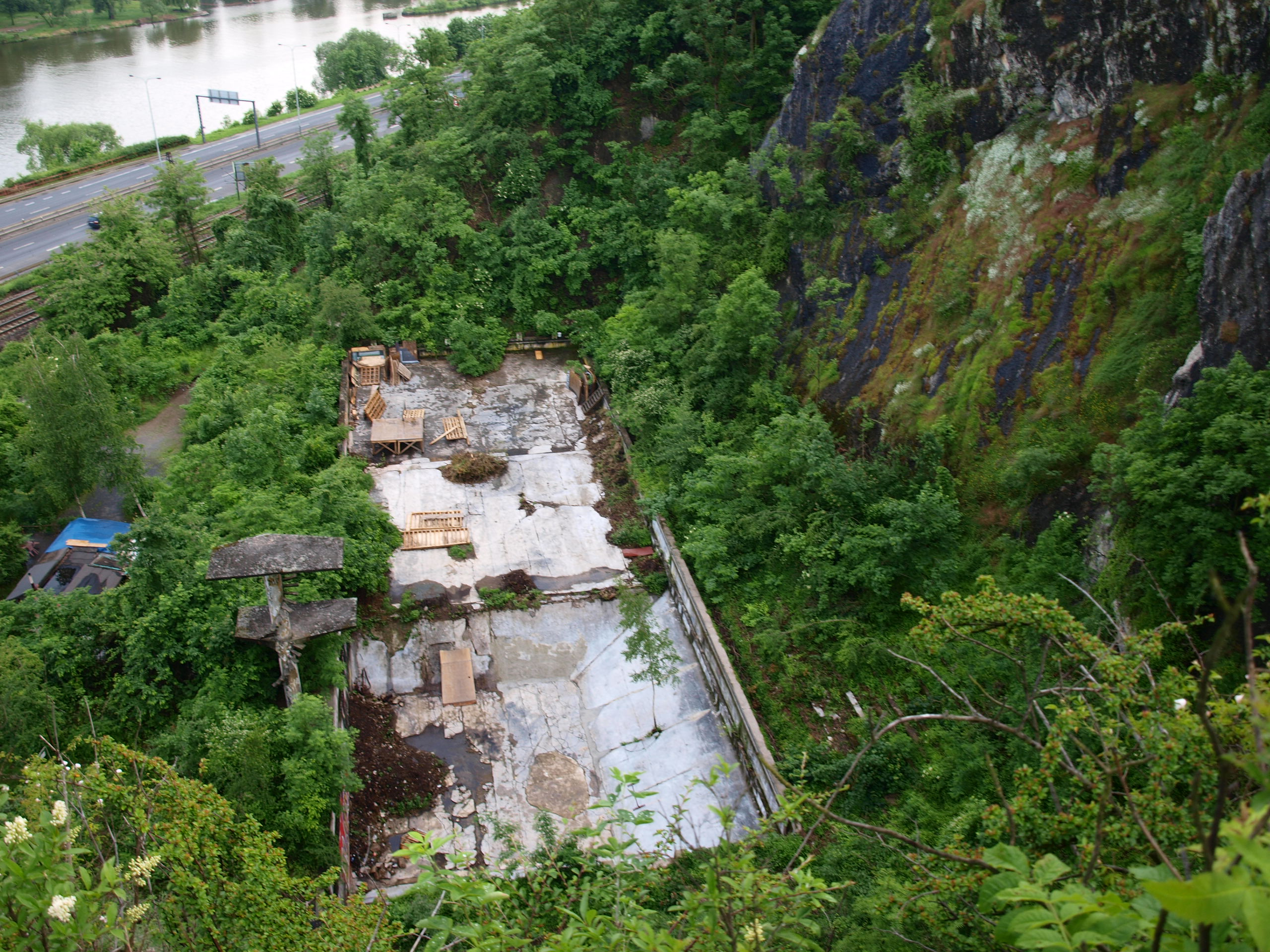
Bývalý plavecký bazén pod Barrandovem v roce 2014
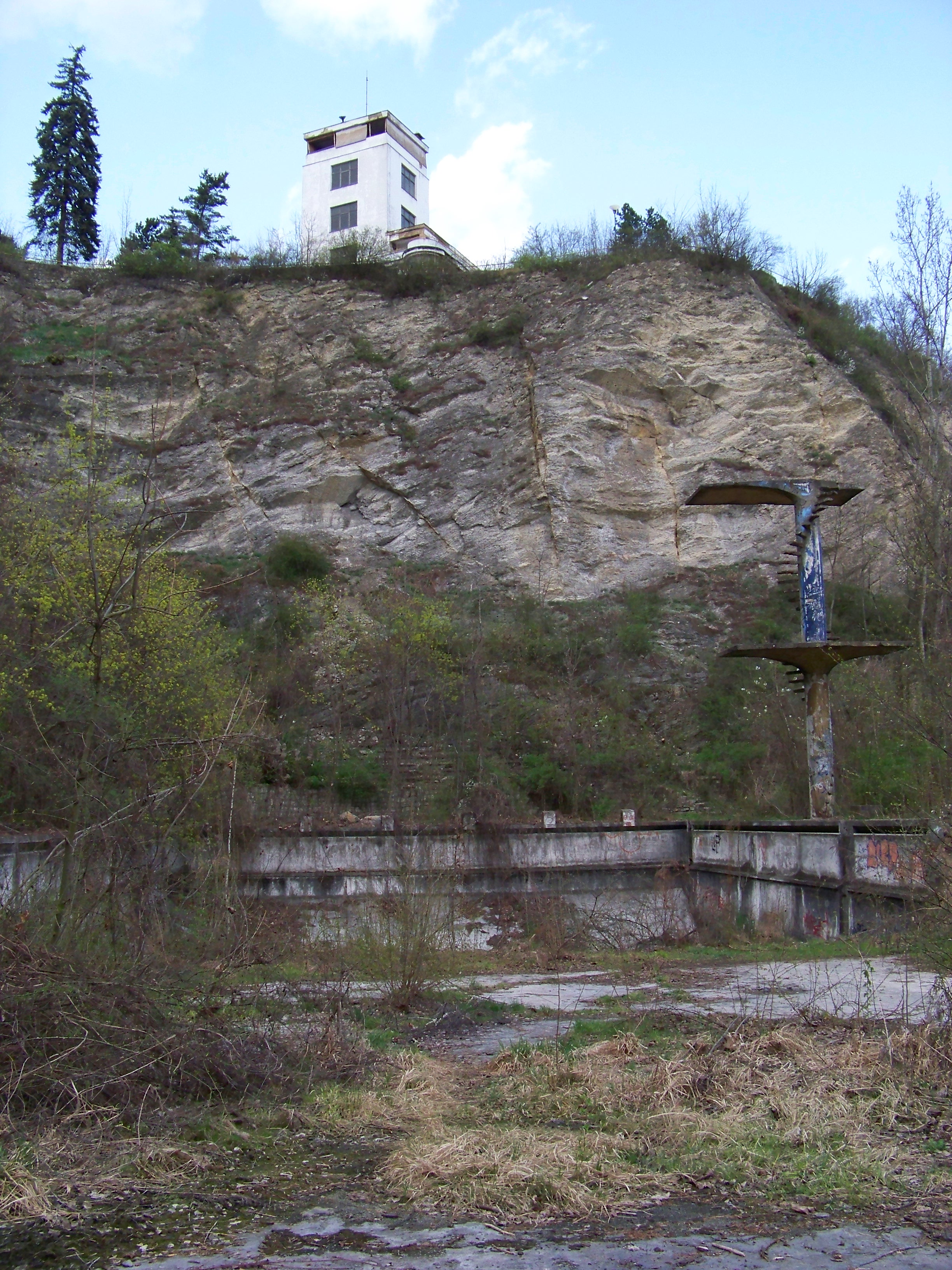
Barrandovský bazén (2011)